# Ingelheim am Rhein
Ingelheim am Rhein este un oraș din Renania-Palatinat.